# 加杰辛格普尔
加杰辛格普尔（Gajsinghpur），是印度拉贾斯坦邦Ganganagar县的一个城镇。总人口9507（2001年）。

## 人口
该地2001年总人口9507人，其中男性5089人，女性4418人；0—6岁人口1330人，其中男738人，女592人；识字率64.11%，其中男性为69.29%，女性为58.15%。